# Borrowed Time (canción)
«Borrowed Time» es una canción compuesta por el músico británico John Lennon y publicada como segundo sencillo del álbum póstumo de 1984 Milk and Honey. El tema "Your Hands", interpretado por Yōko Ono y también incluido en dicho álbum, fue publicado como cara B del sencillo.
Fue lanzado por Polydor Records el 9 de marzo de 1984 en el Reino Unido (donde alcanzó el número 32 en el UK Singles Chart) y el 11 de mayo de ese año en Estados Unidos. 
Se caracteriza por su fuerte influencia afro-caribeña en estilo calipso y reggae, con una duración de 4:29.

## Composición
Esta canción fue inspirada durante las vacaciones de Lennon en un velero en junio de 1980, con un largo trayecto entre Newport a las islas Bermudas (alrededor de 1200 km) . 
Durante la travesía se encontraron con una tormenta prolongada e intensa en la que Lennon se vio obligado a tomar el rumbo de la embarcación durante varias horas, sustituyendo a la tripulación que estaba agotada y mareada.
Al músico le pareció la experiencia aterradora, pero encontró un efecto estimulante en la renovación de su confianza, algo  que le hacía contemplar la fragilidad de la vida.
Una vez llegados a Bermudas, Lennon había escuchado la línea "living on borrowed time" ("viviendo en un tiempo prestado") de la canción "Hallelujah Time" de Bob Marley y fue inspirado por su reciente y peligrosa experiencia para escribir las letras en torno a ese tema. 
Marley fue también su inspiración para el sonido  reggae de otras de sus canciones grabadas en esa época.

## Personal
- John Lennon: voz y guitarra rítmica
- Earl Slick, Hugh McCracken: guitarra líder
- Tony Levin: bajo
- George Small: teclados
- Andy Newmark: batería
- Arthur Jenkis: Percusión

## Otras versiones
La canción fue versionada por O.A.R. para el álbum Instant Karma: The Amnesty International Campaign to Save Darfur, campaña de Amnistía Internacional para aliviar la crisis de Darfur.
- Datos: Q2702808